# Vickersskala

Vickersprovning

Vickersskala är ett mått för hårdhet hos metaller. Principen går ut på att mäta ett materials förmåga att motstå plastisk deformation, precis som exempelvis Rockwell- och Brinellskalan. Värdet anges i enheten HV.

## Provningsprocess
En pyramidformad diamantspets med en toppvinkel på 136° trycks in i en plan provbit med en förutbestämd kraft (F). Längden av de två diagonalerna i intrycket mäts och medelvärdet (l) beräknas. Hårdheten bestäms med hjälp av formeln:
{\displaystyle 0.189*F/l^{2}} (HV)
Enheter: F(N), l (mm)